# 大阪大学総合学術博物館
大阪大学総合学術博物館（おおさかだいがくそうごうがくじゅつはくぶつかん）は、大阪大学によって設置されている博物館類似施設。

## 概要
先史時代の出土品から最近の先端研究の機器や標本まで、大阪大学が有する様々な学術資料を管理し、公開することを主な目的として、2002年（平成14年）4月1日に設置された。これは旧帝大の附属博物館として最後発である。
組織としての設置より2年以上もの間、展示施設を持たない書類上の博物館であったが、2004年（平成16年）5月に初めてイ号館内に常設展示室を設置した。
2007年（平成17年）8月、展示施設「待兼山修学館」（豊中キャンパスの阪大坂上り口付近にある）を設置し、常設展示は修学館にて行われるようになった（イ号館展示室は再整備のため閉鎖）。修学館の建物は2008年（平成20年）に国の登録有形文化財に登録された。
待兼山修学館には、カフェとミュージアムショップも併設されている。
2011年（平成23年）に大阪大学創立80周年記念事業によるイ号館の改修工事によって大阪大学会館となった。
大阪大学会館には、総合学術博物館の事務室や歴史展示室等が設けられている。

## 専任教員
研究・教育部 資料基礎研究系
- 高橋京子（准教授）

研究・教育部 資料先端研究系
- 上田貴洋（教授）
- 豊田二郎（准教授）
- 宮久保圭祐（准教授）

研究・教育部 資料情報研究系
- 橋爪節也（館長・教授）
- 横田洋（助教）

資料部
- 松永和浩（助教）

## 来館案内
大阪大学総合学術博物館 待兼山修学館
- 入館料：無料
- 開館時間：10:30～17:00
- 休館日：日曜日・祝日・年末年始
- 交通

大阪高速鉄道大阪モノレール線柴原阪大前駅から徒歩約30分
大阪大学総合学術博物館 歴史展示室（大阪大学会館3階）
- 入館料：無料
- 開館時間：10:30～17:00
- 休館日：土曜日・日曜日・祝日・年末年始
- 交通：阪急宝塚線石橋阪大前駅から徒歩約20分

大阪高速鉄道大阪モノレール線柴原阪大前駅から徒歩約20分

## 企画展
常設展とは別に企画展または特別展も期間限定で行われる。
- 設立記念展：いま阪大で何が？―人間・地球・物質
  - 主催：大阪大学総合学術博物館
  - 共催：大阪歴史博物館・NHK大阪放送局
  - 時期：2002年10月12日（土）～10月20日（日）
  - 場所：大阪歴史博物館・NHK大阪放送会館アトリウム
- 第2回企画展：ジグソーのピースを探して―調和と共生
  - 主催：大阪大学総合学術博物館
  - 共催：大阪歴史博物館・NHK大阪放送局
  - 時期：2003年10月8日（水）～10月13日（月）
  - 場所：大阪歴史博物館・NHK大阪放送会館アトリウム
- 第3回企画展：疑問があなたを変えるんです―常識と非常識
  - 主催：大阪大学総合学術博物館
  - 後援：大阪府教育委員会・大阪市教育委員会・豊中市教育委員会・吹田市教育委員会・茨木市教育委員会・池田市教育委員会・箕面市教育委員会・近畿化学協会
  - 時期：2004年9月17日（金）～9月23日（木）
  - 場所：大阪大学中之島センター
- 第4回企画展：時空のなぞ～アインシュタイン・イヤーによせて～
  - 主催：大阪大学総合学術博物館
  - 共催：大阪大学中之島センター・大阪市立科学館
  - 後援：大阪府教育委員会・大阪市教育委員会・豊中市教育委員会・吹田市教育委員会・茨木市教育委員会・池田市教育委員会・箕面市教育委員会・近畿化学協会・世界物理年関西委員会
  - 時期：2005年9月18日（日）～9月25日（日）
  - 場所：大阪大学中之島センター
- 第1回特別展：「みる科学」の歴史―懐徳堂・中井履軒から超高圧電子顕微鏡まで
  - 主催：大阪大学総合学術博物館
  - 協賛：大阪大学大学院文学研究科・財団法人懐徳堂記念会・大阪大学超高圧電子顕微鏡センター
  - 協力：大阪大学大学院工学研究科・大阪大学微生物病研究所
  - 時期：2006年10月30日（月）～11月24日（金）
  - 場所：大阪大学豊中キャンパス イ号館
- 第5回企画展：公開シンポジウム「マチカネワニのいた時代」
  - 主催：大阪大学総合学術博物館
  - 共催：北海道大学総合博物館・大阪市立科学館・大阪市立自然史博物館
  - 時期：2006年12月10日（日）・12月11日（月）
  - 場所：大阪大学中之島センター
- 第6回企画展：ユネスコ湯川年2007 大阪大学と湯川秀樹博士 素粒子の世界を拓く 湯川秀樹・朝永振一郎展
  - 主催：大阪大学
  - 協力：京都大学・筑波大学・国立科学博物館
  - 時期：2007年5月1日（火）～5月31日（木）
  - 場所：大阪大学豊中キャンパス イ号館
- 第7回企画展：くるみ座の半世紀 関西新劇の源流
  - 主催：大阪大学総合学術博物館
  - 共催：大阪大学大学院文学研究科
  - 時期：2007年11月1日（木）～12月22日（土）
  - 場所：大阪大学総合学術博物館 待兼山修学館
- 第2回特別展：城下町大坂
(大阪歴史博物館・大阪大学総合学術博物館連携企画 大阪歴史博物館第52回特集展示)
  - 主催：大阪歴史博物館・大阪大学総合学術博物館
  - 時期：2008年2月20日（水）～3月31日（月）
  - 場所：大阪歴史博物館
- 第8回企画展：「東洋のマンチェスター」から「大大阪」へ―経済でたどる近代大阪のあゆみ―
  - 主催：大阪大学総合学術博物館
  - 共催：大阪大学大学院経済学研究科
  - 時期：2008年5月1日（木）～7月5日（土）
  - 場所：大阪大学総合学術博物館 待兼山修学館
- 第3回特別展：21世紀の薬箱 新しい医療文化の形成
  - 主催：大阪大学総合学術博物館
  - 共催：大阪大学大学院薬学研究科
  - 協力：大阪大学21世紀懐徳堂・適塾記念会・くすりの道修町資料館・少彦名神社・乃村工藝社
  - 時期：2008年10月31日（金）～12月20日（土）
  - 場所：大阪大学総合学術博物館 待兼山修学館
- 第4回特別展：昭和12年のモダン都市へ 観光映画「大大阪観光」の世界 知らザァ行って見てきまひょ
  - 主催：大阪大学総合学術博物館・大阪歴史博物館
  - 共催：大阪大学大学院文学研究科
  - 協力：大阪大学21世紀懐徳堂
  - 時期：2009年4月27日（月）～7月11日（土）
  - 場所：大阪大学総合学術博物館 待兼山修学館
- 第9回企画展：維新派という現象「ろじ式」
  - 主催：大阪大学総合学術博物館
  - 共催：維新派・大阪大学大学院文学研究科
  - 協力：早稲田大学坪内博士記念演劇博物館・大阪大学21世紀懐徳堂
  - 時期：2009年10月1日（木）～12月12日（土）
  - 場所：大阪大学総合学術博物館 待兼山修学館
- 第10回企画展：“漆”(JAPAN) の再発見―日本の近代化学の芽生え―
  - 主催：大阪大学総合学術博物館
  - 共催：大阪大学大学院理学研究科
  - 協力：漆を科学する会・北村昭齋(人間国宝)・日本化学会近畿支部・近畿化学協会・大阪大学21世紀懐徳堂
  - 時期：2010年1月16日（土）～3月30日（火）
  - 場所：大阪大学総合学術博物館 待兼山修学館
- 第11回企画展：えがかれた適塾
（適塾特別展示・緒方洪庵生誕200年記念・大阪大学創立80周年プレイベント）
  - 主催：大阪大学総合学術博物館・適塾記念会
  - 共催：大阪大学附属図書館・大阪大学大学院文学研究科・大阪大学外国語学部
  - 協力：手塚プロダクション・司馬遼太郎記念館・大阪大学21世紀懐徳堂
  - 時期：2010年4月27日（火）～6月26日（土）
  - 場所：大阪大学総合学術博物館 待兼山修学館
- 第12回企画展：線の表現力―アートの諸形態、須田国太郎《能・狂言デッサン》から広がって
  - 主催：大阪大学総合学術博物館・大阪大学附属図書館
  - 共催：大阪大学大学院文学研究科
  - 特別協力：芦屋市立美術博物館
  - 協力：大阪大学21世紀懐徳堂
  - 時期：2010年10月27日（水）～2011年1月8日（土）
  - 場所：大阪大学総合学術博物館 待兼山修学館
- 第13回企画展：阪大生・手塚治虫―医師か？ マンガ家か？―
(大阪大学創立80周年記念展・豊中市市制施行75周年記念事業)
  - 主催：大阪大学総合学術博物館・大阪大学創立80周年記念事業委員会
  - 共催：大阪大学大学院医学系研究科・豊中市・豊中市教育委員会
  - 協力：手塚プロダクション・大阪大学21世紀懐徳堂
  - 後援：朝日新聞社
  - 時期：2011年4月28日（木）～2011年6月30日（木）
  - 場所：大阪大学総合学術博物館 待兼山修学館
- 第14回企画展：脳の中の「わたし」と情報の中の＜私＞―五感を揺るがす摩訶不思議なメディア技術―
  - 主催：大阪大学総合学術博物館・大阪大学大学院情報科学研究科
  - 協賛：情報通信研究機構 (NICT)
  - 協力：大阪大学大学院医学系研究科・大阪大学21世紀懐徳堂
  - 時期：2011年10月25日（火）～2012年2月4日（土）
  - 場所：大阪大学総合学術博物館 待兼山修学館
- 第5回特別展：巨大ワニと恐竜の世界―巨大爬虫類2億3千万年の攻防―
（大阪大学総合学術博物館創立10周年記念）
  - 主催：大阪大学総合学術博物館
  - 共催：北海道大学総合博物館・豊中市・豊中市教育委員会・大阪大学大学院理学研究科
  - 協力：国立科学博物館・群馬県立自然史博物館・神流町恐竜センター・茨城県自然博物館・神奈川県立生命の星・地球博物館・有限会社ゴビサポートジャパン・大阪大学21世紀懐徳堂
  - 時期：2012年4月7日（土）～2012年6月30日（土）
  - 場所：大阪大学総合学術博物館 待兼山修学館
- 第15回企画展：ものづくり上方“酒”ばなし―先駆・革新の系譜と大阪高工醸造科―
（大阪大学総合学術博物館創立10周年記念）
  - 主催：大阪大学総合学術博物館
  - 共催：大阪大学大学院工学研究科・日本生物工学会
  - 協力：大阪大学21世紀懐徳堂・尚醸会
  - 時期：2012年10月27日（土）～2013年1月19日（土）
  - 場所：大阪大学総合学術博物館 待兼山修学館